# Бовенберг, Клара
Клара Бовенберг (нидерл. Clara Bovenberg; родилась 28 августа 1984 года, Дронтен, провинция Флеволанд) — нидерландская актриса театра и кино. Окончила театральную школу в Амстердаме.
В 2007 году снялась в короткометражном фильме «Фатум» режиссёра Рогира Хеспа. В том же году на фестивале европейского короткометражного кино в Бресте фильм был удостоен специальной премии от жюри.

## Работы в театральных постановках
- Отелло — Бьянка
- Песни Брехта
- Почтенный Георг Грот
- Далёкий друг (2005)
- Я люблю тебя и это навсегда
- Я
- Мнимый больной  (2006)
- В море
- Бассейн (без воды) (2009)

## Роли в телесериалах
- Дети не возражают — Элиз (2007)
- Стелленбос — Фелис (2007)